# Terry Hwa
Terence „Terry“ Hwa (* um 1964 in China) ist ein US-amerikanischer Physiker und befasst sich mit molekularer Biophysik und Genomik.

## Ausbildung und beruflicher Werdegang
Hwa kam 1979 mit 15 Jahren aus China in die USA. Er studierte Physik, Biologie und Elektrotechnik an der Stanford University mit dem Bachelor-Abschluss 1986 (wobei er sich anfangs mit Elementarteilchenphysik befasste) und wurde 1990 am Massachusetts Institute of Technology promoviert (Statistical mechanics and dynamics of surfaces and membranes). Als Post-Doktorand war er bis 1993 an der Harvard University und 1993/94 am Institute for Advanced Study. 1994 wurde er Assistant Professor an der State University of New York at Stony Brook und 1995 Associate Professor sowie 1999 Professor an der University of California, San Diego (UCSD).
1999 war er Gastprofessor an der Rockefeller University. Seit 2002 ist er auch Gastprofessor an der Universität Tsinghua (Center for Advanced Study). 2015 war er Senior Fellow am Institute of Theoretical Studies der ETH Zürich.
Seit 2004 ist er Herausgeber von Physical Biology.

## Forschungsgebiete
Hwa begann mit Veröffentlichungen in statistischer Physik (Theorie kritischer Phänomene im Nichtgleichgewicht, Phasenübergänge ungeordneter Systeme, Wirbel in Hochtemperatursupraleitern). In den 2000er Jahren wandte er sich der Biophysik zu.
Er befasst sich mit systembiologischen Fragestellungen auf molekularbiologischer Stufe mit E. coli als Modellsystem, da über dieses am meisten bekannt ist. Ziel ist das quantitative Verständnis der physiologischen Antwort des Organismus auf verschiedene Umweltbedingungen auf molekularer Basis, wobei wegen der Komplexität und mangelnden Kenntnis aller molekularen Mechanismen zunächst Teilsysteme betrachtet werden (wie die der Genregulation). Experimentelle und theoretische Untersuchungen gehen dabei in seinem Labor Hand in Hand.

## Stipendien und Auszeichnungen
1999–2000 war er Guggenheim Fellow (und mit diesem Stipendium an der Rockefeller University zu Gast) und 1994 bis 1999 Sloan Research Fellow. 1986 erhielt er den LeRoy Apker Award der American Physical Society. 2000 erhielt er den Burroughs-Wellcome Innovation Award in Functional Genomics. 2008 wurde er Fellow der American Physical Society, 2020 in die National Academy of Sciences gewählt.